# コードネーム U.N.C.L.E.
『コードネーム U.N.C.L.E.（アンクル）』（原題: The Man from U.N.C.L.E.）は、2015年の英米合作のスパイ・アクション映画。

## 概要
1960年代に、アメリカや日本で放映されたテレビドラマ『0011ナポレオン・ソロ』のリメイク映画。西ドイツや東ドイツ、イタリアを舞台に、時代背景を当時のままに再現している。

## ストーリー
東西冷戦の最中の1960年代中盤。アメリカ合衆国の中央情報局（CIA）とソビエト連邦のソ連国家保安委員会（KGB）は、核兵器拡散をたくらむ謎多き国際犯罪組織の存在に気付き、この組織を制圧するために、長年の政治的対立を超えて手を組むことになった。
直前まで東ベルリンから亡命する東ドイツ人エンジニアのギャビー・テラー（アリシア・ヴィキャンデル）の脱出劇を巡り対峙していた、CIAエージェントのナポレオン・ソロ（ヘンリー・カヴィル）とKGBエージェントのイリヤ・クリヤキン（アーミー・ハマー）が抜擢される。
それぞれのトップの諜報員であるものの、思考や方法論も異なる2人は、組織につながる手掛かりである行方をくらました、第二次世界大戦当時のドイツの核兵器科学者のウド・テラー博士（クリスチャン・ベルケル）の娘であるギャビーとともに、アレグザンダー（ルカ・カルヴァーニ）とヴィクトリア（エリザベス・デビッキ）夫婦率いるイタリアの大企業「ヴィンチグエラ」が行おうとしていた核兵器の大量生産を阻止すべく、クリヤキンは「『ベルリンの壁』の改良工事のための建築技術を学ぶソ連の建築家」というカバーの上でギャビーは偽装婚約し、西ベルリンでパコ・ラバンヌをはじめとした「資本主義的」な衣服を揃えた上でローマに向かい、またナポレオンも「美術品収集家の『ジャック・デブニー』」という偽名とカバーを使いローマのホテルにチェックインする。
翌日3人はヴィンチグエラが郊外のサーキットで開いたパーティーに出向く。ギャビーは「ヴィンチグエラ」の役員で伯父のルディ（シルヴェスター・グロート）から手に入れた招待状でクリヤキンとともに会場に入り、アマチュアレーサーでもあるアレグザンダーと接触する。一方ナポレオンは駐車場で、イギリスの石油会社役員のカバーを持つアレキサンダー・ウェーバリー（ヒュー・グラント）から盗んだ招待状で会場に潜入し、ヴィクトリアと接触したことで、それぞれのルートでヴィンチグエラに潜入するルートを確保する。 
パーティー会場でクリヤキンがルディを撮影したガンマ線写真で、ヴィンチグエラがウラン濃縮に成功し、核爆弾の完成が近いと判断した2人は、深夜にホテルを出て地中海沿岸にあるヴィンチグエラ・エアロスペースの工場に潜入する。しかし警報を鳴らしてしまいボートで逃亡を試みるが、重装備の警備艇にボートが撃沈されてしまい、ナポレオンの機転で2人は辛くも脱出しホテルに戻る。
翌日、ギャビーはルディとともにヴィンチグエラ・シッピングの工場に隣接する屋敷に向かい、アレグザンダーと再会するが、その場でギャビーはナポレオンとクリヤキンの素性をバラしてしまう。

## キャスト
※括弧内は日本語吹替
- ナポレオン・ソロ - ヘンリー・カヴィル（星野貴紀）

主人公のCIAエージェント。元犯罪者。エージェントだけあり、行動心理学と現場の状況判断に優れている。18歳で陸軍に入隊した過去があり、数か国語をマスターしている。
- イリヤ・クリヤキン - アーミー・ハマー（宮内敦士）

もうひとりの主人公でKGBエージェント。少数とはいえ警官に包囲されても徒手空拳で圧倒し、修羅場をくぐったナポレオンを格闘技で制した武芸者。父親はスターリンの友人。母親は父親がいなくなってから情婦となったことが示唆されている。
- ガブリエラ（ギャビー）・テラー - アリシア・ヴィキャンデル（佐古真弓）

ドイツ人エンジニア。テラーの娘。勝気な性格。整備士だけに車に詳しい。
- ヴィクトリア・ヴィンチグエラ - エリザベス・デビッキ（小松由佳）

アレグザンダーの妻。
- アレグザンダー・ヴィンチグエラ - ルカ・カルヴァーニ（英語版）

イタリアの大企業「ヴィンチグエラ」のトップ。アマチュアレーサーでもある。
- サンダース - ジャレッド・ハリス（蜂須賀智隆）
- アレキサンダー・ウェーバリー - ヒュー・グラント（森田順平）

イギリスの石油会社役員。
- ルディ - シルヴェスター・グロート（広瀬彰勇）

ギャビーの伯父。「ヴィンチグエラ」の役員。
- ウド・テラー - クリスチャン・ベルケル（上田燿司）

第二次世界大戦当時のドイツの核兵器科学者。
- オレグ - ミシャ・クズネツォフ（水野龍司）

KGBの上司。妻がいる。
- 映写技師 - デヴィッド・ベッカム（カメオ出演）

## 音楽
- サウンドトラックアルバム - ダニエル・ペンバートン作曲、2015年8月7日リリース。[4][5]

## 評価
レビュー・アグリゲーターのRotten Tomatoesでは293件のレビューで支持率は68%、平均点は6.20/10となった。Metacriticでは40件のレビューを基に加重平均値が56/100となった。
アメリカの「タイム」誌は、本作を「2015年の映画トップ10」の第9位に挙げている。

## ゲーム版
- Androidにて「Mission Berlin」という名前でゲーム化されている。

オープンワールドスタイルで、主人公が2人いて、自由に選択が可能。
2018年12月現在、ダウンロード不可。